# Leila Hatami
Leila Hatami (Perzisch: لیلا حاتمی; Teheran, 1 oktober 1972) is een Iraans actrice en filmregisseuse.

## Biografie
Leila Hatami werd in 1972 geboren in Teheran als dochter van regisseur Ali Hatami en actrice Zari Khoshkam. Na haar middelbare school verhuisde ze naar Lausanne, Zwitserland waar ze werktuigbouwkunde studeerde aan de Technische Universiteit van Lausanne. Na twee jaar schakelde ze over naar Franse literatuur. Na het voleindigen van haar studie in het Frans, verhuisde ze terug naar Iran. Buiten haar moedertaal Perzisch, spreekt Hatami vloeiend Frans, Engels en Duits.
In haar jeugd speelde ze enkele kleine rolletjes, onder andere in de televisieserie Hezar Dastan en haar vaders films Kamalolmolk (1984) en Del Shodegan (1992). In 1996 speelde ze een eerste hoofdrol in de film Leila waarna ze op het Fajr Film Festival een erediploma als beste actrice ontving. Voor haar rol in Istgah-Matrouk kreeg ze in 2002 de prijs voor beste actrice op het internationaal filmfestival van Montreal. Hatami speelde in twee films door haar echtgenoot geregisseerd, Sima-ye zani dar Dourdast (2005) en Pele akher (2012). In 2011 speelde ze de hoofdrol in  Jodaeiye Nader az Simin (The Separation) van Asghar Farhadi, die de Oscar voor beste niet-Engelstalige film won.
In 2014 werd Hatami uitgenodigd als jurylid op het filmfestival van Cannes. Daar aangekomen begroette ze op de rode loper naar Franse gewoonte de 83-jarige festivaldirecteur Gilles Jacob met een kus op de wang. Dit bezorgde haar grote problemen met de autoriteiten van Iran, omdat het volgens de Islamwetgeving voor vrouwen verboden is fysiek contact te hebben met mannen die geen familie zijn. Activisten in haar land eisten een openbare geseling als straf voor het overtreden van de islamitische wetten. Hatami bood haar openbare verontschuldigingen aan door middel van een brief naar de Iraanse filmorganisatie.

### Privéleven
In 1999 huwde Hatami met Ali Mosaffa, haar medespeler in de film Leila en samen hebben ze twee kinderen, een zoon en een dochter.

## Filmografie
- 2018: Khook
- 2017: Rag-e khab
- 2015: Dorane Ashegi
- 2014: Dar Donya-ye To Saát Chand Ast? (What’s the Time in Your World?)
- 2013: Sar Be Moohr
- 2012: Narenji Poush
- 2012: Pele akher (The Last Step)
- 2011: Jodaeiye Nader az Simin (The Separation)
- 2011: Sa'adat Abad (Felicity Land)
- 2010: Chiz-haie hast keh nemidani
- 2010: Chehel Salegi
- 2010: Parse dar Meh
- 2009: Bi pooli
- 2008: Shirin
- 2005: Sima-ye zani dar Dourdast (Portrait of a Lady Far Away)
- 2005: Salad-e Fasl
- 2005: Hokm
- 2005: Shaer-e Zobale-ha
- 2002: Istgah-Matrouk (The Deserted Station)
- 2001: Ab va Atash
- 2001: Moraba-ye Shirin
- 2001: Ertefae Past
- 2000: Kif-e Englisi (televisieserie)
- 2000: Le Mix
- 1998: Sheida
- 1996: Leila
- 1992: Del Shodegan
- 1984: Kamalolmolk

## Prijzen en nominaties
De belangrijkste:
| Jaar | Prijs                                    | Categorie                          | Film                         | Uitslag  |
| ---- | ---------------------------------------- | ---------------------------------- | ---------------------------- | -------- |
| 2017 | Fajr Film Festival                       | Crystal Simorgh voor beste actrice | Rag-e khab Zire saghfe doodi | Gewonnen |
| 2012 | Internationaal filmfestival van Karlsbad | Beste actrice                      | Pele akher                   | Gewonnen |
| 2012 | Palm Springs International Film Festival | FIPRESCI-prijs voor beste actrice  | Jodaeiye Nader az Simin      | Gewonnen |
| 2002 | Internationaal filmfestival van Montreal | Beste actrice                      | Istgah-e Matrouk             | Gewonnen |
| 1997 | Fajr Film Festival                       | Erediploma voor beste actrice      | Leila                        | Gewonnen |